# Eric Johannesen
Eric Johannesen (født 16. juli 1988) er en tysk tidligere roer, der har vundet to olympiske medaljer i otter. 
Som junior blev Johannesen verdensmester i firer med styrmand i 2005, og i 2008 blev han U/23-verdensmester i dobbeltfirer. Siden 2011 har han som senior primært roet otter, og allerede første år i denne båd var han med til at blive verdensmester.
Han repræsenterede Tyskland ved OL 2012 i London i samme båd,  og tyskerne var storfavoritter som verdensmestre de tre foregående år. De vandt også problemfrit deres indledende heat, og i finalen tog de spidsen fra starten og holdt den, skønt de øvrige både pressede godt på, især Canada, der vandt sølv, og Storbritannien på tredjepladsen.
Johannesen var fortsat med i otteren, der blev europamestre i 2013 og vandt VM-sølv samme år. Det samme skete i 2014 og 2015, hvor Storbritannien som i 2013 vandt guld foran tyskerne, mens tyskerne var hurtigst ved EM. I 2016 tog tyskerne det fjerde EM i otter på stribe, og de var derfor igen – sammen med Storbritannien – blandt de store favoritter ved OL 2016 i Rio de Janeiro. De to favoritter vandt planmæssigt de to indledende heats, og i finalen viste briterne sig at være bedst. De vandt med over et sekunds forspring, mens tyskerne fik sølv foran hollænderne på tredjepladsen.
OL-sølvmedaljen blev Johannesens sidste store internationale resultat; han indstillede sin karriere i juni 2019. Hans lillebror, Torben Johannesen, er også roer og var med til at vinde OL-sølv i 2021 i Tokyo.